# Ляхнович, Алексей Алексеевич
Алексей Алексеевич Ляхнович (бел. Аляксей Аляксеевіч Ляхновіч; род. 1977, в деревне Гончары, Воложинский район, Минская область, Белорусская ССР, СССР) — белорусский государственный деятель. Министр транспорта и коммуникаций Республики Беларусь (с 28 июля 2023).

## Биография
Родился в 1977 году в Минской области.
В 1999 году окончил Белорусский государственный университет, в 2008 году — Академию управления при Президенте Республики Беларусь.
Работал в автобусном парке № 7 города Минска в должности экономист планово-экономического отдела.
С 2002 по 2008 год работал главным специалистом, начальником отдела пассажирских перевозок управления автомобильного транспорта Министерства транспорта и коммуникаций. С 2008 года в управлении транспорта и связи Аппарата Совета Министров, с 2013 года — его глава. С 2014 года начальник управления транспорта Аппарата Совмина.
С 3 марта 2016 года — заместитель Министра транспорта и коммуникаций Республики Беларусь, с 28 марта 2019 года — первый заместитель. 28 июля 2023 года возглавил министерство.

## Награды
- Медаль «За вклад в развитие Евразийского экономического союза» (29 мая 2019 года, Высший Евразийский экономический совет)[2].